# Lorenz Luidl
Lorenz Luidl (* um 1645 in Mering; † 14. Januar 1719 in Landsberg am Lech) war ein bayerischer Barockbildhauer.
Lorenz Luidl ist das bedeutendste Mitglied einer weitverzweigten Bildhauersippe im westlichen Oberbayern. Schon sein Vater Michael († 1683) unterhielt im kurbairischen Markt Mering eine Bildhauerwerkstatt. Von 1662 bis 1667 bestritt er eine Bildhauerlehre bei David Degler in Weilheim. 1668 ist er als Bürger der Stadt Landsberg aufgenommen worden und im selben Jahr heiratete er Maria Miller († 1678). Nach dem Tod seiner ersten Ehefrau ehelichte er 1678 die Bäckerstochter Ursula Ludwig. 1669 kaufte er ein Haus in der Ledergasse und 1679 ein weiteres Haus in der Nachbarschaft. 1699 wurde Luidl in den äußeren Rat der Stadt berufen. Zu seinen Lehrlingen zählte auch sein Bruder Adam Luidl. 1717 übergab er seine Werkstatt und das Gesamtvermögen an den Sohn Johann Luidl (* 1686 in Landsberg, † 1765 in Landsberg).
Neben diesem waren die Söhne Ferdinand Luidl (* 1670, † 1736 in Hegelhofen b. Weißenhorn) und Stephan (* 1684, † 1736 in Dillingen) als Bildhauer tätig. Weitere Familienmitglieder, die Bildhauer waren, sind sein Bruder Adam Luidl († 1681 in Dachau) sowie die Vettern Joseph (* 1682, † um 1729 in Mering) und Gabriel (* 1688, † 1748 in München). Die Luidl-Werkstatt in Landsberg gehörte zu den produktivsten Bildhauerwerkstätten im ausgehenden 17. und beginnenden 18. Jahrhundert in Bayern. Die Luidls statteten vor allem in Oberbayern und Mittelschwaben Kirchen und Klöster aus.

Zu den charakteristischen Merkmalen der Luidl-Plastiken gehören die bewegte Gesamthaltung der Figuren und der manieristische Faltenwurf der Gewänder. 

„Luidls Originalität liegt wohl gerade in einer kleinmeisterlichen Beschränkung auf die nach der Gotik erstmals in Süddeutschland durch Jörg Zürn wieder aufgenommene irrationale Formensprache.“

Das erhaltene Gesamtwerk Lorenz Luidls umfasst etwa 650 Objekte.

## Werke (Auswahl)

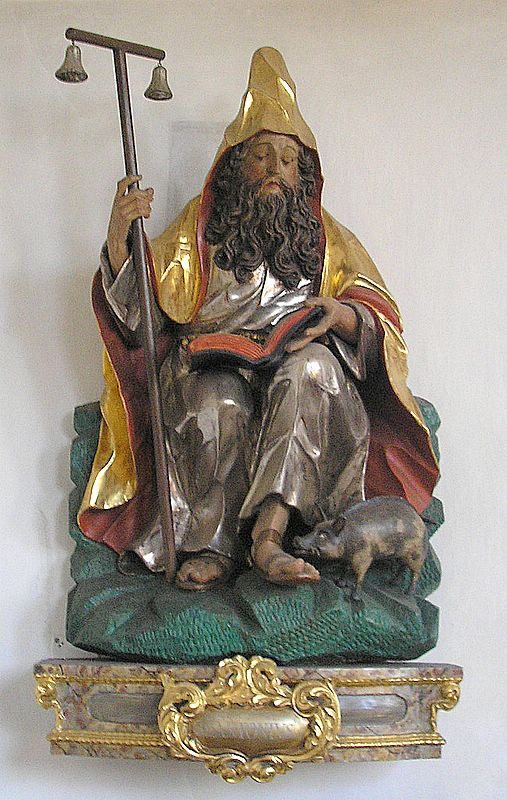
Antonius der Große in der Pfarrkirche Hl. Kreuz in Oberfinning

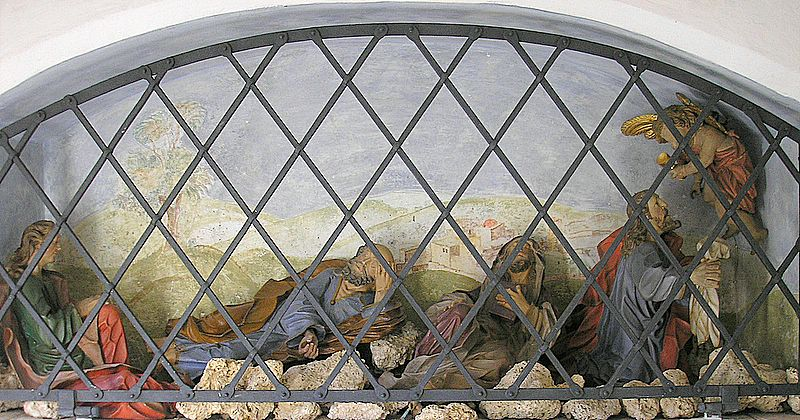
Ölberggruppe in der Oberfinninger Pfarrkirche

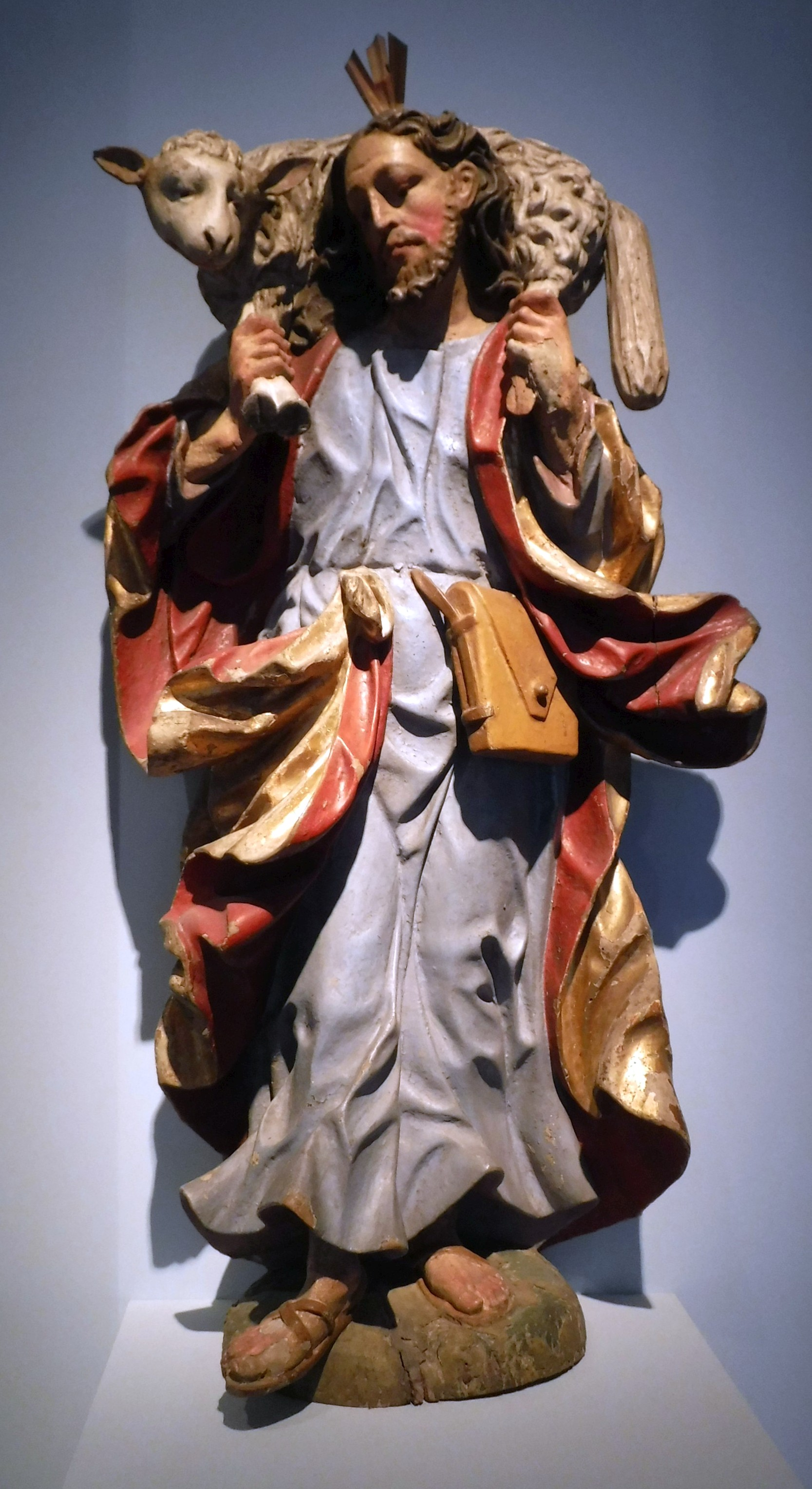
Christus als guter Hirte im Augsburger Maximilianmuseum

- 1671 Stadtpfarrkirche Mariä Himmelfahrt (Landsberg am Lech), Christus auf dem Palmesel
- 1670–1676 Schwabmünchen, Frauenkapelle, Tragengel vom Hochaltar
- 1675/85 St. Vitus (Egling an der Paar), Landkreis Landsberg am Lech, Ölbergkapelle, Ölberggruppe
- Um 1670/80 Scheuring, Landkreis Landsberg am Lech, Johanneskirche, Kruzifix, Muttergottes (um 1680), Erzengel Michael (um 1680/90) und heiliger Sylvester (um 1680/90)
- Um 1680 Stoffen, Landkreis Landsberg am Lech, Pfarrkirche, Kanzel mit den vier Kirchenlehrern und dem Papst Silvester I., Dachungsengel
- 1680/90 Geretshausen, Landkreis Landsberg am Lech, Pfarrkirche, Apostelfiguren
- 1680/90 Lengenfeld, Landkreis Landsberg am Lech, Filialkirche St. Nikolaus, am Hochaltar Johannes der Täufer und Franz von Assisi, Dachungsengel und Pietà
- Um 1680/90 bis 1711 Thaining, Landkreis Landsberg am Lech, Ausstattung der St. Wolfgangskapelle
- um 1680 Dettenhofen, Landkreis Landsberg am Lech, Filialkirche, Hochaltar mit dem Evangelisten Markus, den Heiligen Nikolaus, Martin, Leonhard und Laurentius
- 1681 Landsberg am Lech, Stadtpfarrkirche Mariä Himmelfahrt, Figuren des Hochaltars
- Um 1686 Oberfinning, Landkreis Landsberg am Lech, Pfarrkirche, Taufe Christi, heilige Veronika, Apostel Petrus sowie zahlreiche weitere Heiligenfiguren
- 1687 Eresing, Landkreis Landsberg am Lech, Pfarrkirche, Heilige Konrad und Narzissus, Tragfigurengruppe Heilige Familie (um 1700)
- Um 1690 Vilgertshofen, Landkreis Landsberg am Lech, Wallfahrtskirche Zur Schmerzhaften Muttergottes, Armeseelenaltar mit zwei stehenden Engeln, Gottvater und sechs Putten; Christus im Grabe und elf Engel mit Leidenswerkzeugen (Anfang 18. Jahrhundert)
- 1690 Hörbach, Landkreis Fürstenfeldbruck, Pfarrkirche, Kruzifix; Altarfiguren der Heiligen Andreas und Wolfgang von Regensburg, des Papstes Sylvester, des heiligen Sebastian und Marias (Anfang 18. Jahrhundert)
- 1691 Sankt Ottilien, Landkreis Landsberg am Lech, Schlosskapelle, heiliger Florian und Apostel Bartholomäus
- 1693 Hagenheim, Landkreis Landsberg am Lech, Pfarrkirche Unserer Lieben Frau, Hochaltarfiguren, zwei Leuchterengel
- 1695 Prittriching, Landkreis Landsberg am Lech, Frauenkirche, bedeutende einheitliche Ausstattung
- Ende 17. Jahrhundert Penzing, Landkreis Landsberg am Lech, Pfarrkirche, Tragfigur der Muttergottes, Figuren des Ignatius von Loyola und des heiligen Stanislaus (?)
- 1697 Ziemetshausen bei Krumbach, Pfarrkirche St. Peter und Paul, Annen-Altar
- Ende 17. Jahrhundert, Kaufering, Landkreis Landsberg am Lech, Pfarrkirche, Maria und der Apostel Johannes unter dem Kreuz, Apostelfiguren (Anfang 18. Jahrhundert), Figuren der Heiligen Agatha, Florian (um 1710/15), Antonius von Padua, Gangwolf, Leonhard von Limoges und Franziskus (Ende 17. Jahrhundert), Ölberggruppe
- Ende 17. Jahrhundert Denklingen, Landkreis Landsberg am Lech, Pfarrkirche, zwei Figuren auf Konsolen im Chorraum; Apostel Petrus und Paulus
- Ende 17. Jahrhundert Prittriching, Landkreis Landsberg am Lech, Pfarrkirche, Tragfiguren heiliger Ulrich und Papst Urban I.
- Ende 17. Jahrhundert Thaining, Landkreis Landsberg am Lech, Pfarrkirche, Anna selbdritt, zwölf Apostel, Johannes der Täufer und Ölberggruppe; Figuren der Heiligen Magnus, Antonius, Joachim und Anna (Anfang 18. Jahrhundert)
- Ende 17. Jahrhundert Untermühlhausen, Landkreis Landsberg am Lech, Pfarrkirche, Muttergottes, an der Kanzel die vier Kirchenlehrer (um 1690), Heilige Sebastian und Rochus von Montpellier (um 1680), heilige Anna
- Ende 17. Jahrhundert Geltendorf, Landkreis Landsberg am Lech, Pfarrkirche, Hochaltarfiguren Augustinus von Hippo und Ulrich von Augsburg
- Um 1700 St. Vitus (Egling an der Paar), Kruzifix
- 1700 Beuerbach, Landkreis Landsberg am Lech, Pfarrkirche, Kanzel mit den vier Evangelisten
- Vor 1712: Apostelfiguren in der Wallfahrtskirche Maria Birnbaum in Sielenbach im Landkreis Aichach-Friedberg
- Anfang 18. Jahrhundert, Holzhausen, Landkreis Landsberg am Lech, Pfarrkirche, Vortragekreuz
- Anfang 18. Jahrhundert, Kaufering, Wallfahrtskirche St. Leonhard, Figuren der Heiligen Leonhard, Katharina und Antonius
- 1711, Hurlach, St. Laurentius, Pfarrkirche, Heilige Sebastian und Florian, Pietà
- Um 1700 Utting am Ammersee, St. Leonhard, Pfarrkirche, Maria, Verkündigungsengel, an der Kanzel die vier Evangelisten, zwei stehende Engel
- Um 1710 Weil, St. Leonhard, Pfarrkirche, Tragfigurengruppe Marienkrönung; Apostel Petrus und Paulus (Anfang 18. Jahrhundert); außen Ölberggruppe (Ende 17. Jahrhundert)
- Um 1710 Unteralting, Landkreis Fürstenfeldbruck, Pfarrkirche, Kruzifix mit Assistenzfiguren
- 1710–1720: Apostelfiguren in der Pfarrkirche St. Johannes Baptist in Zankenhausen
- Um 1712 Utting am Ammersee, St. Leonhard, Leonhardskirche, kleine Verkündigungsgruppe, Johannes der Täufer, Figuren der Heiligen Afra, Sebastian und Nikolaus; Christus als Salvator und heiliger Joseph (Ende 17. Jahrhundert)
- Um 1715 St. Mariä Himmelfahrt (Drößling), Ölberggruppe; um 1720 Kreuzigungsgruppe und Büsten an den Seitenaltären